# Петро Равич
Петро Равич (фр. Piotr Rawicz, 12 липня 1919 року, Львів  — 21 травня 1982 року, Париж)  — французький письменник, перекладач, журналіст, поет.

## Біографія
Народився у Львові 12 липня 1919 року в єврейській родині у той час, коли йшло встановлення Західно-Української Народної Республіки. Його батько, Соломон, був адвокатом і вів активну діяльність. Петро був наймолодшим із трьох дітей. Вивчав право і східні мови у Львівському університеті, де познайомився зі своєю майбутньою дружиною Анною.
Пережив окупацію радянськими військами у 1939 році, проте після входу до Львова гітлерівців утік з міста в 1941 чи 1942 році, переховувався. Після року поневірянь був заарештований гестапо у польському місті Закопане під час облави на євреїв. На допитах і під час катувань він відповідав українською мовою, приховавши єврейське походження, компрометуючу інформацію та імена, а завдяки підробленим медичним висновкам зумів пояснити своє обрізання. Невеликий клаптик мезузи (єврейського ритуального пергаменту зі шкіри ритуально чистої (кошерної) тварини, що містить частину тексту молитви, який чіпається на дверях (одвірках)) був вшитий у його куртку як оберіг, але Петро пояснив, що купив куртку на чорному ринку та не мав і гадки вишукувати щось у ній, тому й не звернув уваги на компрометуючу деталь. У результаті Равича депортували до Аушвіца як політичного в'язня-українця.
У 1944 році Петра перевели до концтабору Ляйтмеріц (Чехія), звідки він був звільнений у 1945 році. Після війни Равич жив і працював журналістом у Польщі, писав вірші, одружився.
У 1947 році його направили на навчання до Сорбонни і Школи східних мов у Парижі.  Займався гінді і санскритом, вивчив іврит та їдиш, освоїв англійську. Розмовляв на кількох інших мовах.
З 1949 по 1953 роки Равич працював дипломатичним кореспондентом різних іноземних газет і певний час був прес-аташе польської дипломатичної місії в Парижі. У Парижі Равич прожив решту свого життя. Працював кореспондентом різних зарубіжних видань, підробляв водієм, перекладачем.
У 1966 році, отримавши французьке громадянство, приїхав до Польщі помандрувати країною, відвідати Освенцим, побачити батька у Кракові (війна розкидала його родину по світах: старший брат жив у Чилі, сестра, як і він, у Франції).
Равич публікувався у газеті «Ле Монд» як журналіст і літературний критик. Писав статті про Солженіцина (переклав кілька його творів на їдиш), Синявського, Гомбровича, Мрожека, Данила Кіше та інших авторів з Росії та Східної Європи, передмови до французьких видань їхніх книг. Дружив з Елі Візель, Хуліо Кортасаром, Еженом Йонеско, Чораном, Єжи Косинським, Андре Шварц-Бартом, Володимиром Максимовим.
Після смерті дружини у нього почались напади депресії, які частішали і посилювалися. В один з таких періодів він покінчив з собою. Це сталось у Парижі 21 травня 1982 року.

## Творчість
У 1961 році опублікував у видавництві «Галлімар» свою головну книгу, написану французькою мовою. У цьому романі, який носить назву «Кров неба», розповідь іде про Голокост і життя у німецькому концтаборі. Основні події роману відбуваються під час німецької окупації Східної Галичини, всередині і зовні новостворених гетто.
Після травневих подій 1968 року, які глибоко схвилювали Равича (він обговорював їх у телевізійному діалозі з Філіпом Соллерсом), письменник написав свою другу, вже публіцистичну, книгу - «Блокнот контрреволюціонера, або Похмілля» (1969). Вона отримала загальне схвалення, у паризькій газеті «Культура» її прорецензував Чеслав Мілош. 
Саме тоді світ почув слова, сказані Равичем: 
| "Я вважаю себе експертом з поразок, фахівцем з принижень" |.

## Відомі твори
Його роман «Кров неба» отримав у Франції премію Рівароля (1962) та був перекладений на англійською, німецькою, італійською, польською і - разом з книгами Прімо Леві, Робера Антельм, Андре Шварц-Барта, Хорхе Семпруна, Імре Кертеса, Елі Візеля та іншими - входить у бібліотеку вибраних книг про Голокост.